# Opet-festival
Het Opet-festival (Opet-feest, Prachtige feest van Opet) was het oud-Egyptische nieuwjaarsfestival, een vruchtbaarheidsviering die jaarlijks in de Nijl-Delta en in Thebe doorging in het tijdperk van het Nieuwe Rijk, met als thema de regeneratie van de natuur en vruchtbaarheid van het land en de mensen.
Het feest kende reeds een voorloper in het Oude Sumerië van het 3e millennium v.Chr. en heette daar Akitu.
Beelden van de Triade van Thebe (Amon, Moet en Chonsoe) werden in een plechtige optocht meegedragen, vanaf de Tempel van Amon (Karnak) via de dromos naar de Luxortempel. Eerst werden deze beelden per praalboot via de Nijl aangevoerd via een zijkanaal dat naar de tempel leidde. Afbeeldingen van het feest komen in beide tempels voor. Het feest werd gevierd in de tweede maand van het overstromingsseizoen (zie: Egyptische kalender) die het begin van het nieuwe jaar aangaf. Dat valt zoals bij veel oude culturen aan het begin van onze lente of zelfs in de zomer.

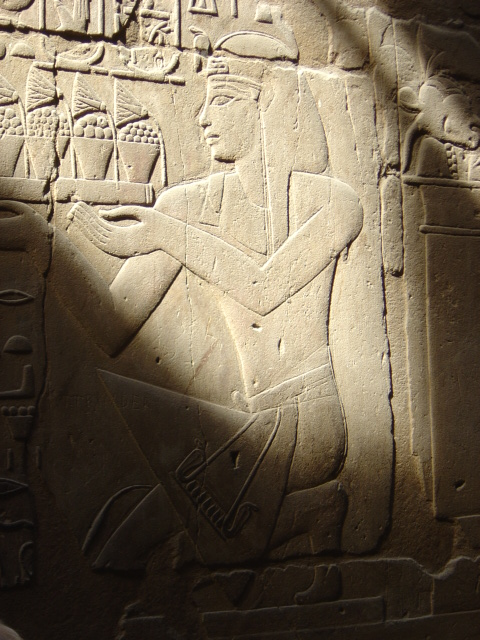
Bas-reliëf Luxor. Farao brengt offerande

In de zuilengalerij van Amenhotep III in Luxor (Thebe) is een uitzonderlijk beeldverhaal van zo'n vijfentwintig meter lengte in bas-reliëf te zien. Het dateert uit de periode van Toetanchamon en Seti I en illustreert de verplaatsingen van de godheden, evenals de rituelen en feestelijkheden die zich daarbij afspeelden. Bij het vertrek van de plechtige optocht in de tempel van Karnak volvoert de farao de gepaste riten. Vervolgens dragen priesters met geschoren schedel de sacrale barken op hun schouders naar de Nijl, terwijl dansers, zangers, acrobaten en musici het feest opfleuren voor de lokale bevolking en de soldaten die zich langs de ceremoniële laan verdringen, welke met sfinxen is afgeboord.
Aan de Nijloever worden de barken op schepen geplaatst. Het grootste is dat van Amon, de Ouserhet "in echt hout van ceder uit de Libanon", dat honderddertig coude (zo'n zeventig meter) meet. Het heeft een met bladgoud belegde kajuit met reliëfs van farao die de goden eredienst bewijst. Boeg en het achtersteven eindigen in een ramskop, behangen met halssnoeren en borstplaten. Wanneer de godheden aan boord zijn wordt de sacrale vloot stroomopwaarts naar Luxor gebracht, terwijl op de kaden en langs de oevers de trouwe menigte de roeiers aanmoedigt.
Na het aanleggen in Luxor worden de barken aan land gebracht en met grote voorzorgsmaatregelen doorheen het sacrale zuidelijke binnenhof van de Opet gebracht. Priesters plaatsen ze in de rustkapel zodat de "levende beelden van de goden" er van nieuwe kracht kunnen worden voorzien door middel van offeranden van drinkwater, fruit, eetwaren, vers geplukte bloemen en wierook "alle goede en zuivere zaken". Na deze plechtige riten begeeft de goddelijke stoet zich in de zuilengalerij van Amenhotep III, steekt het zonnenhof over, en dringt door in de koele schaduw van het heiligdom waar de farao omringd door de hoogste gezagsdragers hen ontvangt.

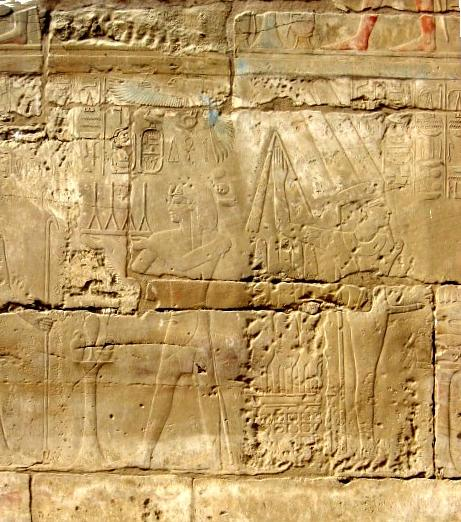
Amenhotep III en Min

De ceremonies die zich in het binnenste van het heilige der heiligen ver van de menigte voltrekken ontgaan ons deels, maar naar het schijnt volvoerde farao in een mystieke dialoog met zijn vader Amon-Re op het goddelijk beeld de zogenaamde 'opening van de mond': hij raakt het cultusbeeld aan en herhaalt intussen het gebaar van de priester bij het "ter wereld brengen" (mswt) van de godheid in het "huis der edelsmeden" (atelier). Door dit gebaar, dat samengaat met offeranden en gereciteerde formules, brengt farao op magische wijze de levensenergie van Amon-Min op Amon-Re over. Dit mirakel transfigueert de goddelijke ka zelf in wederkerigheid en daarmee wordt de goddelijke staat van de vorst herbevestigd.
Wanneer farao terugkeert van de "plaats van zijn verrechtvaardiging waar hij verjongd werd" (en waar de sacrale communio plaatsvond) ontvangt hij ovaties van de menigte die in het zonnenhof is samengepakt. "Deze metamorfose, voor allen zichtbaar" herbevestigt zijn legitieme staat van goddelijk recht: hij is opnieuw geworden, wat hij was bij zijn kroning, de "volmaakte god" op de troon van Horus, de "eerste onder de levende ka's"
Er bestaat tot op vandaag nog steeds een overlevering van het Opetfeest in de vorm van het moslimfeest Abou Haggag, dat elk jaar in Luxor wordt gevierd: de feestelijkheden monden uit in een stoet van kleine boten die in de plechtige optocht rondom de tempel van Luxor varen.
In vroeger tijden werd godin Taweret geassocieerd met Ipet of Opet en zij was erg populair bij de gewone Egyptenaren, die massaal naar de Nijldelta trokken. We zien haar in veel magische teksten, spreuken en amuletten. Zij was een huisgodin en kende geen cultustempels. Wel is er in Karnak een tempel gewijd aan Ipet (of Opet).
Taweret afbeeldingen verspreidden zich langs de Middellandse Zee en drongen ten slotte door tot de iconografie van het Minoïsch Kreta, waar haar vorm herkenbaar bleef, al was zij daar de godin van het (vrucht)water.
Het andere grote festival in Thebe was het Prachtige feest van het Dal.